# Краг-Якобсен, Сёрен
Сёрен Краг-Якобсен (дат. Søren Kragh-Jacobsen, род. 2 марта 1947, Копенгаген, Дания) — датский кинорежиссёр, музыкант и автор песен. Он был одним из основателей проекта Догма 95. Лауреат международных кинофестивалей.

## Биография
Краг-Якобсен начинал как музыкант, исполняющий популярную музыку (вокал и гитара).  В 1975 году записал первый свой диск «Motorvjen». Закончил киношколу в Праге. После возвращения в Данию он стал работать на телевидении режиссёром и соавтором сценария фильмов.
Его первым полнометражным фильмом стал «Хочешь увидеть мой прекрасный пупок?» (1978). Фильм рассказывает о первой любви стеснительного подростка во время коллективных каникул в Швеции.
Успех у публики на родине получили фильмы его фильмы об одиноких подростках «Резиновый Тарзан» (1981), «Тень Эммы» (1988), «Золотые дожди» (1988). Они были удостоены наград и на международных кинофестивалях. Фильм «Drengene fra Sankt Petri» был показан вне конкурса на Каннском кинофестивале в 1992 году.
Краг-Якобсен стал одним из авторов проекта Догма 95. Среди режиссёров, подписавших Манифест, он был самым старшим по возрасту.
Международную известность режиссёру принёс фильм «Последняя песня Мифунэ» (известный ещё как Догма № 3), снятый в 1999 году. Фильм завоевал Серебряного медведя за режиссуру и Специальный приз Reader Jury of the «Berliner Morgenpost» режиссёру на 49-м Берлинском международном кинофестивале. Фильм был задуман в 1997 году, когда в Японии скончался актёр Тосиро Мифунэ и должен был стать данью уважения его памяти. Герой фильма Крестен, преуспевающий молодой человек, готовится вступить в брак с дочерью директора крупной компании. Но из-за смерти отца он вынужден вернуться в глухую деревню, где живёт его безумный брат, оставшийся без опеки. Путешествие в прошлое открывает ему новые перспективы жизни. Фильм был снят с некоторыми отступлениями от Догмы 95: он был снят не на видео, а на киноплёнку, для камеры использовался кран, поэтому отдельные эпизоды сняты с высокой точки. Краг-Якобсен привел впоследствии полный список нарушений, включающий даже такие незаметные мелочи, как:

«…передвижение мебели в доме, зашторивание окна, использование соседских кур, "улучшение" интерьера: "Я признаюсь в том, что купил фотографию какой-то старой дамы и повесил на видном месте, не за тем, чтобы она работала на сюжет, просто из чистого эгоизма, по стихийной прихоти"»
.
Успешным стал снятый в 1997 году фильм «Остров на Птичьей улице», основанный на автобиографической книге Ури Орлева и рассказывающий о судьбе подростка в еврейском гетто оккупированной фашистами Польши. Фильм получил ряд наград на Берлинском международном кинофестивале.
Фильмы режиссёра «Сладкие сны» и «Час рыси» были показаны в рамках Московского Международного кинофестиваля, участвовали в конкурсе, но наград не получили.
Режиссёр стал создателем нескольких рекламных роликов. Продолжает успешно работать на телевидении, снимая телефильмы и эпизоды телесериалов (среди них: «Правительство», «Livvagterne», «Ørnen: En krimi-odyssé», удостоенные высоких международных наград).
Краг-Якобсен получил несколько крупных наград за своё творчество в целом, в том числе Мемориальный приз Франсуа Трюффо на Фестивале детского кино в Джиффони (The Giffoni Film Festival). В фильмах других режиссёров неоднократно выступал в качестве композитора, художника и актёра. Продолжает сочинять и исполнять свои песни. Его наиболее известные песни: «Kender du det», «Marie», «Isblomster». В 2002 году записал CD «Isalena» в сотрудничестве с группой Торбена Вестергарда «Октябрь», в целях рекламы которого Сёрен Краг-Якобсен совершил тур по Дании, в его рамках было дано 18 концертов. Продано было в ходе тура более 20000 дисков.

## Интересные факты
- Женат на актрисе Cæcilie Nordgreen[14] (выступала в ролях второго плана, прекратила сниматься в кино в 1975 году, в съёмочных группах мужа выступала в технических должностях, брак заключён в 1986 году), имеет двух сыновей: Густава и Андреаса (известный в Дании кинооператор, но с отцом сотрудничал только в телесериале "Ørnen: En krimi-odyssé"[15]).

## Фильмография
| Год       | Название                                                                                 | Режиссёр | Сценарист | Награды |
| --------- | ---------------------------------------------------------------------------------------- | -------- | --------- | --- |
| 1978      | Хочешь увидеть мой прекрасный пупок? (Vil du se min smukke navle? Дания, 103 минуты)     | Да       |           | Lübeck Nordic Film Days 1979 — Победитель в номинации Audience Prize of the «Lübecker Nachrichten» |
| 1980      | Farvel Lulow (Дания, телесериал)                                                         | Да       |           | |
| 1981      | Резиновый Тарзан (Gummi-Tarzan, Дания, 89 минут)                                         | Да       | Да        | Berlin International Film Festival 1982 — Победитель в номинации UNICEF Award; Bodil Awards 1982 — Победитель в номинациях: Лучший фильм, Лучший актёр, Лучший актёр второго плана, Специальный приз лучшему оператору |
| 1983      | Ледяные птицы (Isfugle, Дания, 102 минуты)                                               | Да       | Да        | Bodil Awards 1984 — Победитель в номинации Лучший актёр, Robert Festival 1984 — Победитель в номинациях: Лучший актёр второго плана, Лучший оператор, Лучший звук, Лучший художник-постановщик, Лучший монтаж, Лучшие спецэффекты |
| 1985      | Livet er en god grund (телефильм, Дания, 80 минут)                                       | Да       | Да        | |
| 1986      | Guldregn (телесериал, Дания, 4 эпизода)                                                  | Да       |           | |
| 1988      | Тень Эммы (Skyggen af Emma, Дания, 93 минуты)                                            | Да       | Да        | Bodil Awards 1989 — Победитель в номинации Лучший фильм; Lübeck Nordic Film Days 1988 — Победитель в номинации Audience Prize of the «Lübecker Nachrichten»; Кинофестиваль в Париже — Победитель в номинациях Лучшая актриса, Специальный приз жюри (режиссёру); Robert Festival 1989 — Победитель в номинациях: Лучший фильм, Лучший актёр, Лучший монтаж, Лучший оператор |
| 1988      | Золотые дожди (Guldregn, Дания, 94 минуты)                                               | Да       |           | Берлинский международный кинофестиваль 1989 — Победитель в номинации Children’s Film Festival: Award of the Maria Schell Foundation; Cinekid 1989 — Победитель в номинации Audience Award; Robert Festival 1989 — Победитель в номинации Лучшая оригинальная музыка |
| 1991      | Drengene fra Sankt Petri (Дания, 111 минут)                                              | Да       | Да        | Bodil Awards 1992 — Победитель в номинации Лучший актёр второго плана, Robert Festival 1992 — Победитель в номинациях Лучший актёр второго плана, Лучший художник по костюмам, Årets make-up |
| 1993      | Den korsikanske biskopen (телесериал, Дания, 4 эпизода)                                  | Да       | Да        | |
| 1997      | Остров на Птичьей улице (Дания, Франция, Великобритания и другие, 107 минут)             | Да       |           | 9 призов и 3 номинации, среди них: Berlin International Film Festival 1997 — Номинация на Golden Berlin Bear для режиссёра, Победитель в номинации Лучшая музыка (для Збигнева Прайснера) и Специальное упоминание за исполнение роли юным актёром |
| 1999      | Последняя песня Мифунэ (Mifunes sidste sang, Дания, Швеция, 1998 минут                   | Да       | Да        | 10 призов и 14 номинаций; среди них: Берлинский международный кинофестиваль — Победитель в номинациях: Silver Berlin Bear режиссёру, Honorable Mention лучшей молодой актрисе, Reader Jury of the «Berliner Morgenpost» режиссёру, номинация на Golden Berlin Bear |
| 2000      | D-dag — Boris (телефильм, Дания, 70 минут)                                               | Да       |           | |
| 2000      | D-dag (телефильм, Дания, 65 минут)                                                       | Да       |           | |
| 2001      | D-dag — Den færdige film (телефильм, Дания, Швеция, Испания, Франция и другие, 70 минут) | Да       |           | |
| 2003      | Сладкие сны (Skagerrak, Дания, Швеция, Великобритания, 104 минут)                        | Да       | Да        | Bodil Awards 2004 — Номинация в категории Лучшая исполнительница второстепенной роли; Московский международный кинофестиваль — на Золотой Святой Георгий; Robert Festival 2004 — на Лучший актёр; Лучшая актриса, Лучшая исполнительница второстепенной роли, Лучшие спецэффекты                                                                                            |
| 2005-2006 | Ørnen: En krimi-odyssé (телесериал, Дания, 4 эпизода по 90 минут)                        | Да       |           | Adolf Grimme Awards, Germany 2006 — Номинация на Fiction/Entertainment — Series/Miniseries; International Emmy Awards 2005 — Победитель в номинации Drama Series; Monte-Carlo TV Festival 2005 — Победитель в номинации Best European Producer |
| 2008      | Об этом не знает никто (Det som ingen ved, Дания, Швеция, 65 минут)                      | Да       | Да        | Bodil Awards 2009 — Победитель в номинации Лучшая музыка, номинация в категории Лучшая исполнительница второстепенной роли; Robert Festival 2009 — 8 номинаций |
| 2009      | Livvagterne (телесериал, Норвегия, Дания, 2 эпизода)                                     | Да       |           | International Emmy Awards 2009 — Победитель в номинации Drama Series |
| 2006      | Ferdig mann (Дания, 6 минут)                                                             | Да       |           | |
| 2010      | Правительство (телесериал, Дания, 2 эпизода по 58 минут)                                 | Да       |           | 8 призов и 5 номинаций, среди них: BAFTA Awards 2012 — Победитель в номинации Best International |
| 2013      | Час рыси (телефильм, Дания, Швеция, 100 минут)                                           | Да       | Да        | 5 номинаций на международных фестивалях |